# Devenir
En filosofía, el devenir es la posibilidad de cambio en una cosa que tiene que ser, que existe. 
En el estudio filosófico de la ontología, el concepto de devenir se originó en la antigua Grecia con el filósofo Heráclito de Éfeso, quien en el siglo sexto antes de Cristo, dijo que nada en este mundo es constante excepto el cambio y el devenir (es decir, todo es impermanente). Heráclito hizo esta observación con la famosa frase "Ningún hombre jamás pisa dos veces el mismo río". Su teoría contrasta directamente con la idea filosófica de ser, argumentada por primera vez por Parménides, un filósofo griego de la italiana Magna Grecia, que creía que el cambio o "devenir" que percibimos con nuestros sentidos es engañoso, y que existe un puro ser perfecto y eterno detrás de la naturaleza, que es la verdad última del ser. Este punto fue especificado por Parménides con la famosa cita "lo que es, es; y lo que no es, no es". Convertirse o devenir, junto con su antítesis de ser, son dos de los conceptos básicos en ontología. Los estudiosos generalmente han creído que Parménides respondía a Heráclito o Heráclito a Parménides, aunque la opinión sobre quién respondía a quién cambió a lo largo del siglo XX. 
En filosofía, la palabra "devenir" se refiere a un concepto ontológico específico estudiado también por la filosofía del proceso en su conjunto o con el estudio relacionado de la teología del proceso, y Heráclito es comúnmente considerado como el "fundador del enfoque del proceso" debido a su doctrina de flujo radical.

## Historia
Heráclito (c. 535 - c. 475 a. C.) habló ampliamente sobre el devenir. Poco después, Leucipo de Mileto habló de manera similar de devenir en el movimiento de los átomos. 
Plutarco (De animae procreatione, 5 p. 1014 A) escribió sobre Heráclito: 
 Este orden universal, que es el mismo para todos, no ha sido creado por ningún dios u hombre, pero siempre ha sido, es y será un fuego eterno, encendiéndose por medidas regulares y saliendo por medidas regulares. 

## La ontología del devenir
Según la tradición, Heráclito escribió un tratado sobre la naturaleza llamado "Περὶ φύσεως" ("Perì phýseōs"), "Acerca de la naturaleza", en el que aparece el famoso aforismo πάντα ῥεῖ (panta rhei) traducido literalmente como "todos los flujos [como un río]", o figurativamente como "todo fluye, nada se detiene". El concepto de "devenir" en filosofía está conectado con otros dos: movimiento y evolución, ya que el devenir supone un "cambio hacia" y un "movimiento hacia". Devenir es el proceso o estado de cambio que se produce en el tiempo y el espacio. 

## Nietzsche en devenir
El filósofo alemán Friedrich Nietzsche escribió que Heráclito "permanecerá eternamente en lo correcto con su afirmación de que el ser es una ficción vacía". Nietzsche desarrolló la visión de un mundo caótico en perpetuo cambio y devenir. El estado de devenir no produce entidades fijas, como ser, sujeto, objeto, sustancia, cosa. Estos conceptos falsos son los errores necesarios que la conciencia y el lenguaje emplean para interpretar el caos del estado de devenir. El error de los filósofos griegos fue falsificar el testimonio de los sentidos y negar la evidencia del estado de devenir. Al postular el ser como la realidad subyacente del mundo, construyeron un "más allá" cómodo y tranquilizador donde se olvidó el horror del proceso de devenir y las abstracciones vacías de la razón aparecieron como entidades eternas. 